# Ferrières-la-Verrerie
Ferrières-la-Verrerie és un municipi francès situat al departament de l'Orne i a la regió de Normandia. L'any 2007 tenia 210 habitants.

## Demografia

### Població
El 2007 la població de fet de Ferrières-la-Verrerie era de 210 persones. Hi havia 80 famílies de les quals 24 eren unipersonals (12 homes vivint sols i 12 dones vivint soles), 28 parelles sense fills, 24 parelles amb fills i 4 famílies monoparentals amb fills.
La població ha evolucionat segons el següent gràfic:
Habitants censats

### Habitatges
El 2007 hi havia 139 habitatges, 88 eren l'habitatge principal de la família, 47 eren segones residències i 4 estaven desocupats. Tots els 138 habitatges eren cases. Dels 88 habitatges principals, 73 estaven ocupats pels seus propietaris, 13 estaven llogats i ocupats pels llogaters i 2 estaven cedits a títol gratuït; 1 tenia una cambra, 6 en tenien dues, 15 en tenien tres, 20 en tenien quatre i 47 en tenien cinc o més. 69 habitatges disposaven pel capbaix d'una plaça de pàrquing. A 38 habitatges hi havia un automòbil i a 45 n'hi havia dos o més.

### Piràmide de població
La piràmide de població per edats i sexe el 2009 era:
| Homes | Edats   | Dones |
| ----- | ------- | ----- |
| 0     | 95 o +  | 0     |
| 0     | 90 a 94 | 0     |
| 0     | 85 a 89 | 0     |
| 0     | 80 a 84 | 0     |
| 0     | 75 a 79 | 4     |
| 8     | 70 a 74 | 0     |
| 16    | 65 a 69 | 12    |
| 16    | 60 a 64 | 24    |
| 8     | 55 a 59 | 0     |
| 0     | 50 a 54 | 0     |
| 4     | 45 a 49 | 4     |
| 0     | 40 a 44 | 4     |
| 24    | 35 a 39 | 8     |
| 12    | 30 a 34 | 16    |
| 4     | 25 a 29 | 0     |
| 8     | 20 a 24 | 0     |
| 4     | 15 a 19 | 0     |
| 4     | 10 a 14 | 8     |
| 16    | 5 a 9   | 8     |
| 4     | 0 a 4   | 4     |

## Economia
El 2007 la població en edat de treballar era de 125 persones, 98 eren actives i 27 eren inactives. De les 98 persones actives 91 estaven ocupades (58 homes i 33 dones) i 7 estaven aturades (1 home i 6 dones). De les 27 persones inactives 7 estaven jubilades, 10 estaven estudiant i 10 estaven classificades com a «altres inactius».

### Ingressos
El 2009 a Ferrières-la-Verrerie hi havia 85 unitats fiscals que integraven 184 persones, la mediana anual d'ingressos fiscals per persona era de 17.128 €.

### Activitats econòmiques
Dels 7 establiments que hi havia el 2007, 1 era d'una empresa de fabricació d'altres productes industrials, 2 d'empreses de construcció, 1 d'una empresa de comerç i reparació d'automòbils, 1 d'una empresa de transport, 1 d'una empresa d'hostatgeria i restauració i 1 d'una empresa de serveis.
L'únic servei als particulars que hi havia el 2009 era un guixaire pintor.
L'any 2000 a Ferrières-la-Verrerie hi havia 29 explotacions agrícoles que ocupaven un total de 1.458 hectàrees.

## Poblacions més properes
El següent diagrama mostra les poblacions més properes.